# Minnehaha megye
Minnehaha megye az Amerikai Egyesült Államokban, azon belül Dél-Dakota államban található. Megyeszékhelye és legnagyobb városa Sioux Falls. Lakosainak száma 197 214 fő (2020. április 1.). Minnehaha megye Lake, Lincoln, Lyon, McCook, Moody, Rock, Turner és Pipestone megyékkel határos.

## Népesség
A megye népességének változása:
| Lakosok száma | 169 978 | 171 999 | 175 439 | 179 640 | 185 197 | 197 214 |
|               | 2010    | 2011    | 2012    | 2013    | 2015    | 2020    |